# Cornbread

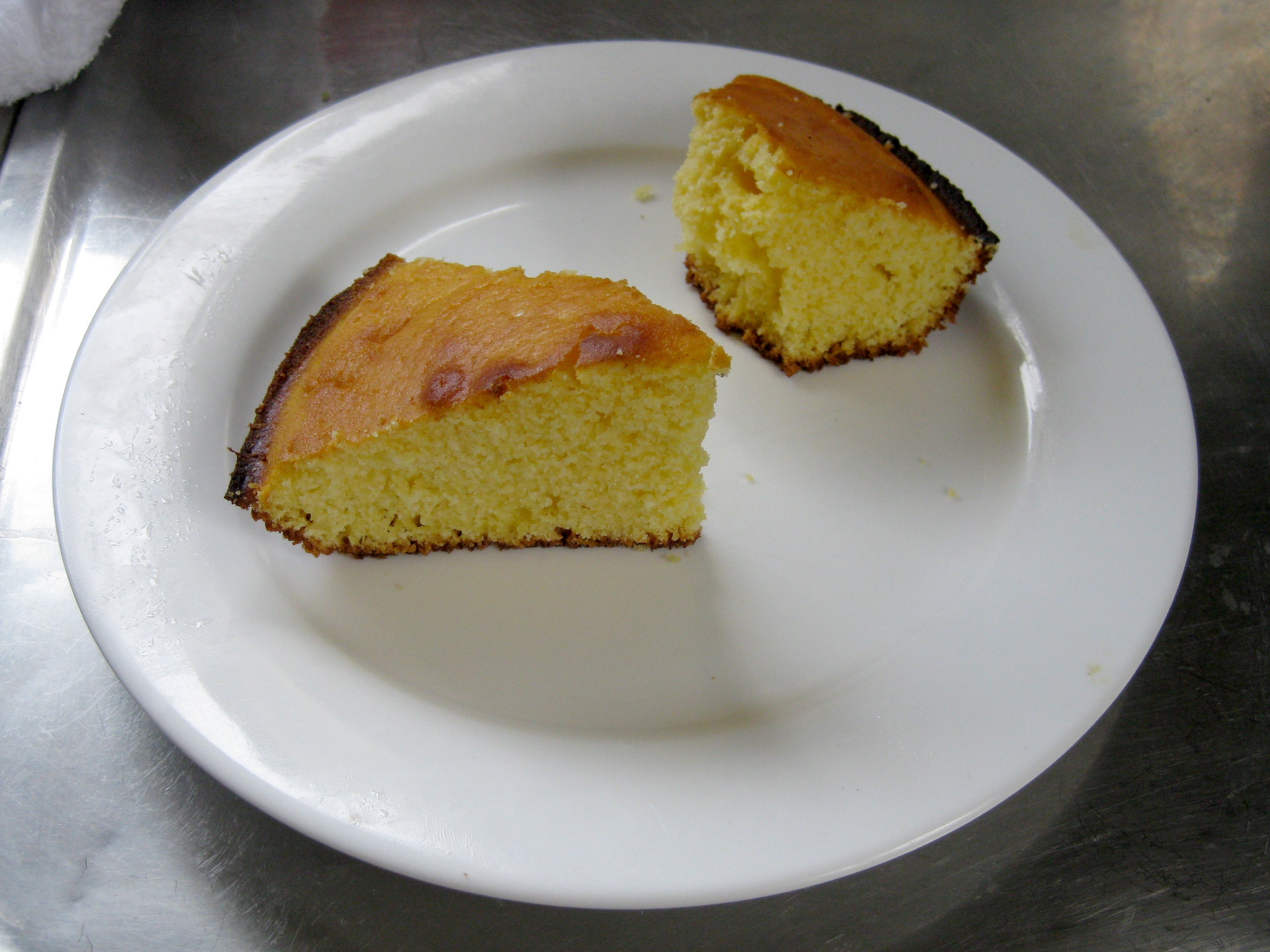
Pedaços de cornbread

Cornbread é um tipo de pão de milho típico da culinária do sul dos Estados Unidos, servido para acompanhar quase todas as refeições.
Originalmente, esta preparação foi ensinada pelos índios aos colonos. O milho é um produto nativo do sul dos Estados Unidos e norte do México e é um dos alicerces da culinária do México, que foi considerada património cultural da humanidade. Como existem diferentes variedades de milho, também o cornbread tinha as suas variações: no sudoeste (Arizona, Novo México e Texas), o milho azul era mais popular, enquanto que no norte desta região (Kansas, Oklahoma) era o milho amarelo o preferido, e no sul dominava o milho branco. As receitas também variavam, com os índios do norte utilizando adoçantes (mel, açúcar ou melaço) e os do sul preferindo temperar o pão com gordura de porco.
A receita moderna básica consiste numa mistura de farinha de trigo com farinha de milho amarela, fermento em pó, sal, ovos, leite magro ou leitelho, manteiga ou outra gordura, mel e açúcar; os ingredientes não são batidos, nem amassados, mas apenas misturados até a farinha embeber os líquidos, e coloca-se imediatamente num skillet (frigideira funda de ferro fundido) ou num tabuleiro de ir ao forno, que já deve estar bem aquecido. O pão está pronto quando um palito inserido no meio da massa sai seco e a massa começa a separar-se da forma.
Algumas variações à receita básica incluem juntar milho doce, nata azeda, bacon frito (e a sua gordura, substituindo a manteiga), mirtilos ou outras frutas silvestres.